# シヨブバザール電停
シヨブバザール電停（シヨブバザールでんてい、ウズベク語: Siyob bozori bekati）はウズベキスタンのサマルカンドにある、サマルカンド市電の電停。

## 歴史
2017年5月23日、サマルカンド駅からシヨブバザールまでの路面電車路線の建設工事が始まり、同年8月3日に工事が完了。2018年3月に2系統の電停として運行開始された。

## 駅構造
ループ線上にある地上駅。明確なホームの位置が決まっていなく、ループ線上に電車が停車する。ループ線の為列車はホームで折り返さず、車両の進行方向を転換させることなく停車・出発する。

## 駅周辺
- シヨブバザール
- ハズラティヒズル・モスク（英語版、ウズベク語版）
- アフラシヤブ
- ビービー・ハーヌム・モスク
- シャーヒ・ズィンダ廟群

## 隣の駅
| サマルカンド市電2系統                | サマルカンド市電2系統 | サマルカンド市電2系統 |
| ------------------------------------ | --------------------- | --------------------- |
| アフラシヤブ→ ←マロカンド 鉄道駅方面 |                       | 終点駅                |